# Батанаковские болота
Батанаковские болота — государственный природный заказник у Чёрного озера Ширинского района Хакасии на площади 15 км². Высота над уровнем моря — 440 м.
Назначение — охрана болотных биоценозов на участке, сохранившемся после проведения мелиоративных (осушительных) работ, которые имеют большое значение для реки Чёрной, а также произрастания и обитания редких видов растений (венерин башмачок настоящий и крупноцветковый) и водно-болотных птиц (журавли: серый, красавка, чёрный; большой кроншнеп, азиатский бекасовидный веретенник).
Единственный на юге Средней Сибири место обитания в период миграции чёрного и других журавлей.